# Lista de tenistas dos Estados Unidos
Esta é uma lista de tenistas dos Estados Unidos da América.

## A
- Andy Roddick
- Andre Agassi
- Arthur Ashe

## B
- Billie Jean King

## C
- Chris Evert

## D
- David Wheaton

## I
- Ivan Lendl

## J
- James Blake
- Jennifer Capriati
- Jim Courier
- Jimmy Connors
- John Donald Budge
- John Isner
- John McEnroe

## L
- Lindsay Davenport

## M
- Mardy Fish
- Martina Navratilova
- Michael Chang
- Monica Seles

## P
- Pete Sampras

## S
- Serena Williams
- Sam Querrey
- Steve Johnson

## V
- Venus Williams